# El Cuchilla Geles (humorista)
Edelberto Geles Berrío, conocido por su seudónimo El Cuchilla Geles, (Arboletes, 1967-Cartagena, 2008) fue un humorista y boxeador colombiano mayormente conocido en la costa norte del país por su humor costumbrista, interpretando con movimientos, inflexiones y cadencias de tono a varios personajes. Solía actuar en el Parque Centenario de Cartagena.
El Noticiero Popular de la emisora de radio La Cariñosa (RCN Radio) utiliza la frase «A Chuchi» (en referencia al apodo del nombre Jesús) a modo de afirmación ante un hecho; esta expresión pertenece a Geles.
Aunque parte de su repertorio humorístico estribó en el humor verde (blue comedy), era la adaptación jocosa de su cotidianidad y la de muchos cartageneros de estratos bajos. Falleció en 2008 de cirrosis. Luego de su muerte, se le hizo un mural a modo de homenaje en el parque Pescamar del Centro Histórico.